# Кантон Сити (Северна Дакота)
Кантон Сити (енгл. Canton City) град је у америчкој савезној држави Северна Дакота.

## Демографија
По попису из 2010. године број становника је 45, што је 3 (7,1%) становника више него 2000. године.
| Група             | 2000.       | 2010.      |
| Белци             | 42 (100,0%) | 44 (97,8%) |
| Афроамериканци    | 0 (0,0%)    | 0 (0,0%)   |
| Азијати           | 0 (0,0%)    | 0 (0,0%)   |
| Хиспаноамериканци | 0 (0,0%)    | 0 (0,0%)   |
| Укупно            | 42          | 45         |